# Otolithoides biauritus
Otolithoides biauritus är en fiskart som först beskrevs av Cantor, 1849.  Otolithoides biauritus ingår i släktet Otolithoides och familjen havsgösfiskar. Inga underarter finns listade i Catalogue of Life.